# ДТ-30 «Витязь»
Витязь ДТ-30 — багатоцільовий дволанковий всюдихід на гусеничній тязі, розроблений в Радянському Союзі, спеціально розроблений для транспортування великих вантажів у складних кліматичних умовах Крайньої Півночі, Сибіру, Далекого Сходу, Арктики та Антарктики на ґрунтах з низькою тримкістю (болото, снігова цілина, бездоріжжя) в екстремальних погодних умовах при температурі навколишнього середовища від мінус 50 до плюс 40 °C.

## Історія
На початку 1960-х років зростаюча потреба СРСР у більш досконалому всюдиході ставала очевидною, оскільки одноланкові сніго-болотовози на гусеничній тязі, що експлуатувалися в той час, не могли перевозити вантаж понад 5 тонн. Щоб задовольнити потребу в такій техніці, було створено спеціалізоване конструкторське бюро, яке займалося розробленням дволанкових всюдиходів на гусеничній тязі. Також була визнана необхідна військова машина, здатна діяти на північних кордонах СРСР.
У лютому 1971 року перші два всюдиходи, позначені ДТ-ЛП і ДТ-Л, були виготовлені для державних випробувань. Три типи всюдиходів, що працюють сьогодні (ДТ-10П, ДТ-20П і ДТ-30), надійшли на озброєння в 1980-х роках. У 1982 році Ішимбайський завод транспортного машинобудування (Ішимбайтрансмаш) освоїв серійне виробництво і випустив першу партію всюдиходів ДТ-10П.
Наприкінці 1981 року були завершені випробування дволанкових всюдиходів ДТ-30П і ДТ-30. Ці випробування були проведені в складних погодних умовах і місцевості в різних військових округах і показали, що машини мають високу прохідність і вантажопідйомність і можуть ефективно використовуватися для транспортування військової техніки і невійськового обладнання в суворих кліматичних умовах півночі Росії, в Сибіру, на Далекому Сході, а також у пустелі. Згодом їх характеристики виявилися кращими, оскільки вони перевершували всі російські та іноземні машини цього класу.
Інтенсивна програма досліджень і розробок тривала до 1985 року, створюючи стандартизовані серії, що включають:
- дволанкові всюдиходи на гусеничній тязі ДТ-10, ДТ-20 та ДТ-30 вантажопідйомністю 10, 20 та 30 тонн, відповідно;
- дволанкові всюдиходи-амфібії ДТ-10П, ДТ-20П та ДТ-30П з аналогічними характеристиками, як і звичайні всюдиходи.

Сьогодні всюдиходи «Витязь» експлуатуються по всій території Росії, а також в Арктиці та Антарктиді. Вони є безцінною частиною транспортних послуг для таких відомих компаній, як ВАТ «Газпром», «Роснафтагазбуд», ВАТ «Роснафтогаз» тощо. Вони служать основними транспортними засобами для персоналу, який обслуговує нафто- і газопроводи по всій Росії, для геологів і вчених, які досліджують віддалені та ізольовані регіони. Для різних галузей промисловості випускалося кілька спеціалізованих модифікацій: кран ДТ-30К, екскаватор ДТ-30Е, автозаправники, пересувні майстерні, пересувні нафтопереробні заводи, пасажирські транспортери, пожежні автомобілі. Такі транспортні засоби користуються попитом не тільки в Росії, але і в країнах Близького Сходу та Азії, а також в Північній і Південній Америці.

## Опис
Моделі транспортерів мають схожу конфігурацію. Обидві ланки, головним чином, є герметичні суцільнозварні конструкції. Двигун автомобіля розміщено в першому відсіці за кабіною водія. Від 12-циліндрового багатопаливного двигуна крутний момент через приводний вал передається на гідромеханічну трансмісію через і далі на вузли конічної й головної передачі, а також на ведучі зірочки першої та другої ланок всюдихода.
Гусенична стрічка складається з чотирьох широких прогумованих стрічкових рейок, посилених зварними сталевими поперечинами; чотири ведучі зірочки з дев'ятьма парами поліуретанових роликів; опорні колеса з гумовими стрічками та чотири натяжні колеса (по одному з обох боків забезпечено поліуретановим ободом). Підвіска незалежна, торсіонна, з ресорними опорами на всіх роликах.
Роки експлуатації цих транспортних засобів довели їх надійність та міцність конструкції. Конструкція транспортного засобу, перш за все, має нетрадиційний малюнок із чотирьох активних контурів гусениці, що забезпечує великий контакт поверхні з землею для більшої стабільності. Крім цієї функції, у всюдиходів передбачений так званий «кінематичний спосіб» повороту зчленованого транспортного засобу на гусеничній тязі ляхом «примусового складання» її вузлів. Кінематичний метод повороту та потужного багатопаливного двигуна забезпечує додатну силу для роботи всіх гусеничних стрічок під час лінійного руху та при виконанні поворотів. Поєднання кінематичного методу повороту та потужного багатопаливного двигуна, а також гідромеханічної трансмісії, унікальної гусенично-підвісної системи з широкосмуговими гусеничними стрічками, опорних ковзанок з гумовими накладками та вертикальних гідроциліндрів, які дозволяють рухатися двом ланкам всюдихода вертикально один щодо одного, роблять зчленовані транспортні засоби з максимальною вагою до 60 тонн більш ефективними під час руху по піску / розпушеному ґрунту / снігових заметах, ніж будь-який тип одноланкових транспортних засобів.
Оскільки дві ланки всюдихода можуть повертатися відносно один одного у вертикальній і горизонтальній площинах за допомогою гідроциліндрів або, навпаки, фіксуватися, дволанковий транспортний засіб може пересуватися по коротких (рівних довжині однієї ланки) ділянках важкопрохідної місцевості й долати перешкоди, такі як канави та стіни, і виходять з води на непідготовлений берег, лід або торф.
Завдяки своїй унікальній конструкції всюдиходи сімейства «Витязь» здатні працювати в умовах, неможливих для інших всюдиходів, наприклад:
- повернення амфібії на корабель-базу;
- рух по бездоріжжю з вимкненою однією ланкою або без однієї, або навіть без обох гусеничних стрічок однієї з ланок;
- проходження канав та ущелин шириною до 4 м.
- розвантаження судна на шельфі моря, якщо воно не може наблизитися до берегової лінії (тобто в регіонах Арктики та Антарктиди, або в затоплених регіонах тощо); проходження водних шляхів у суворих льодових умовах;
- робота в горах на висоті до 4000 м.

## Військове використання
Дволанкові всюдиходи на гусеничному ходу ДТ-10П і ДТ-30П широко використовуються російськими військами, дислокованими в складних екологічних регіонах, на островах (для транспортування армійських підрозділів, боєприпасів, обладнання, ВОЛС та установки систем озброєння). Через низький тиск на ґрунт транспортний засіб теоретично вразлива від певних типів протитанкових мін. Всюдиходи незамінні як евакуаційні транспортні засоби, оскільки вони мають високий коефіцієнт тяги (приблизно 500 kN для ДТ-30П) і можуть під'їхати до застряглого або пошкодженого автомобіля з будь-якого боку в поганих дорожніх умовах. Транспортери ДТ-10П і ДТ-30П дуже ефективні в складі пошуково-рятувальних груп, які працюють в екстремальних умовах (погані дороги, повені, снігові замети, зсуви та великомасштабні руйнування), при необхідності евакуації людей, тварин та різноманітних вантажів вагою до 30 тонн, або для транспортування до місця пригоди рятувальні бригади, медичний персонал, різне обладнання та продовольство.

### Російське вторгнення в Україну
Один подібний всюдихід було знищено 13 березня 2022 року українськими військами під Харковом під час російського вторгнення в Україну 2022 року.
Інший російський тягач був знищений українськими оборонцями наприкінці березня 2022 року на північний захід від Києва[джерело?].
3 квітня 2023 року ЗСУ захопили  гусеничний всюдихід ДТ-10 «Витязь», який був створений спеціально для арктичних умов. Наразі це перша відома машина цього типу, що була захоплена вцілілою в ході російсько-української війни.
7 березня 2025 року пілоти підрозділу Фенікс Державної прикордонної служби України уразили на Харківщині російську вогнеметну систему «Сонцепьок» і гусеничний всюдихід «Витязь».

## Технічні характеристики

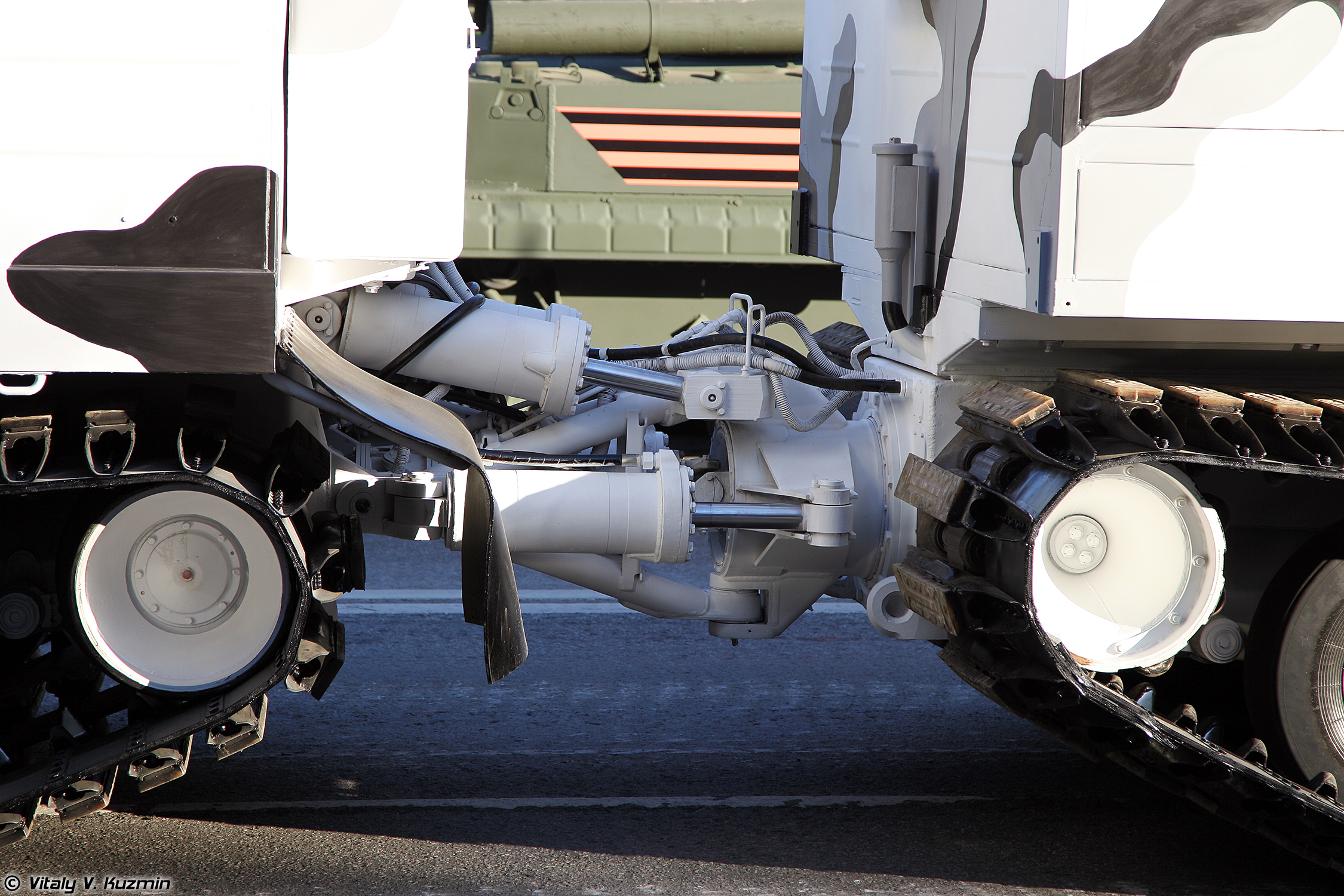
Зчленування ланок всюдихода з карданною передачею моменту сили, що крутить, на другу ланку на прикладі «Тор-М2ДТ»
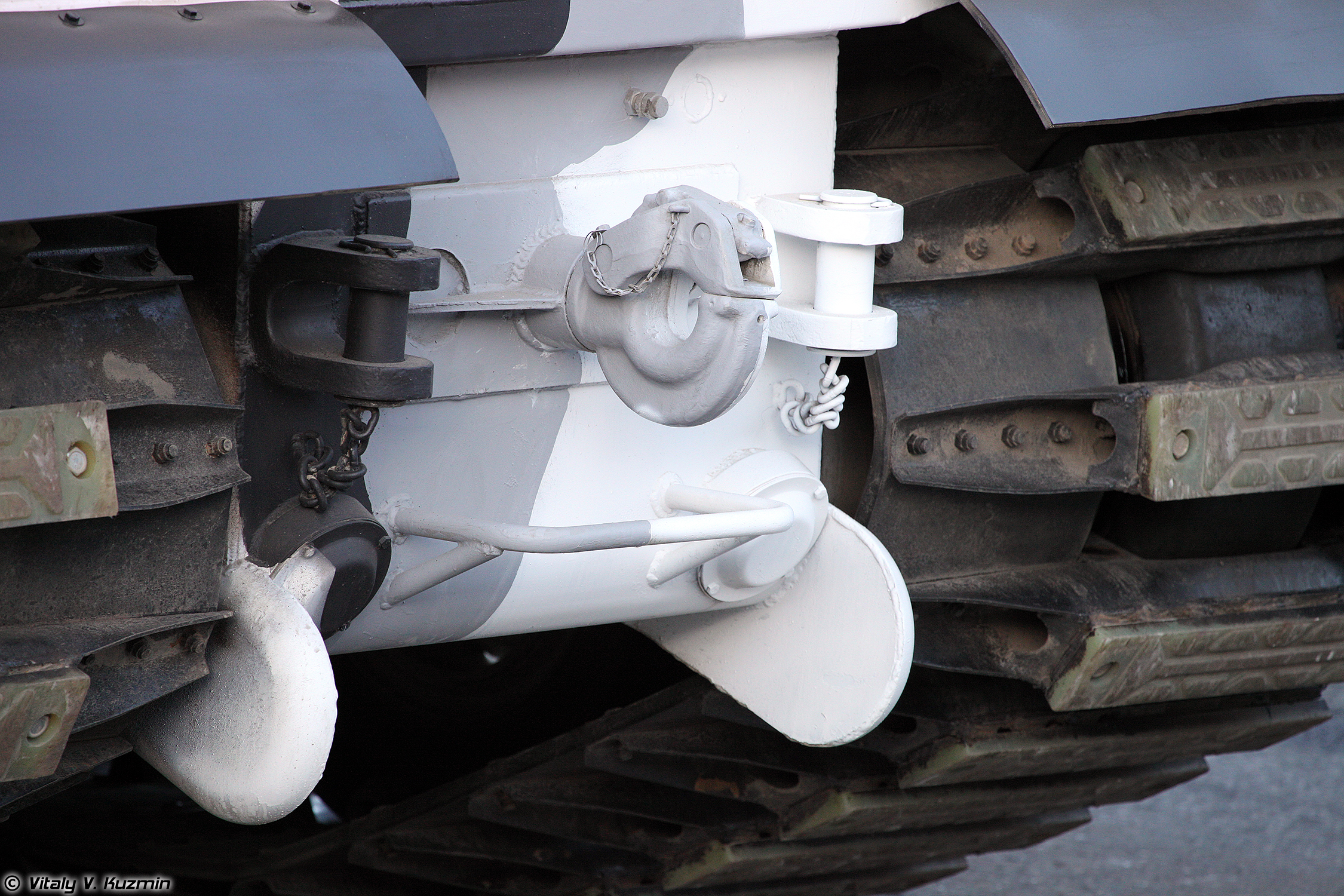
Корма другої ланки всюдихода на прикладі «Панцир-СА»
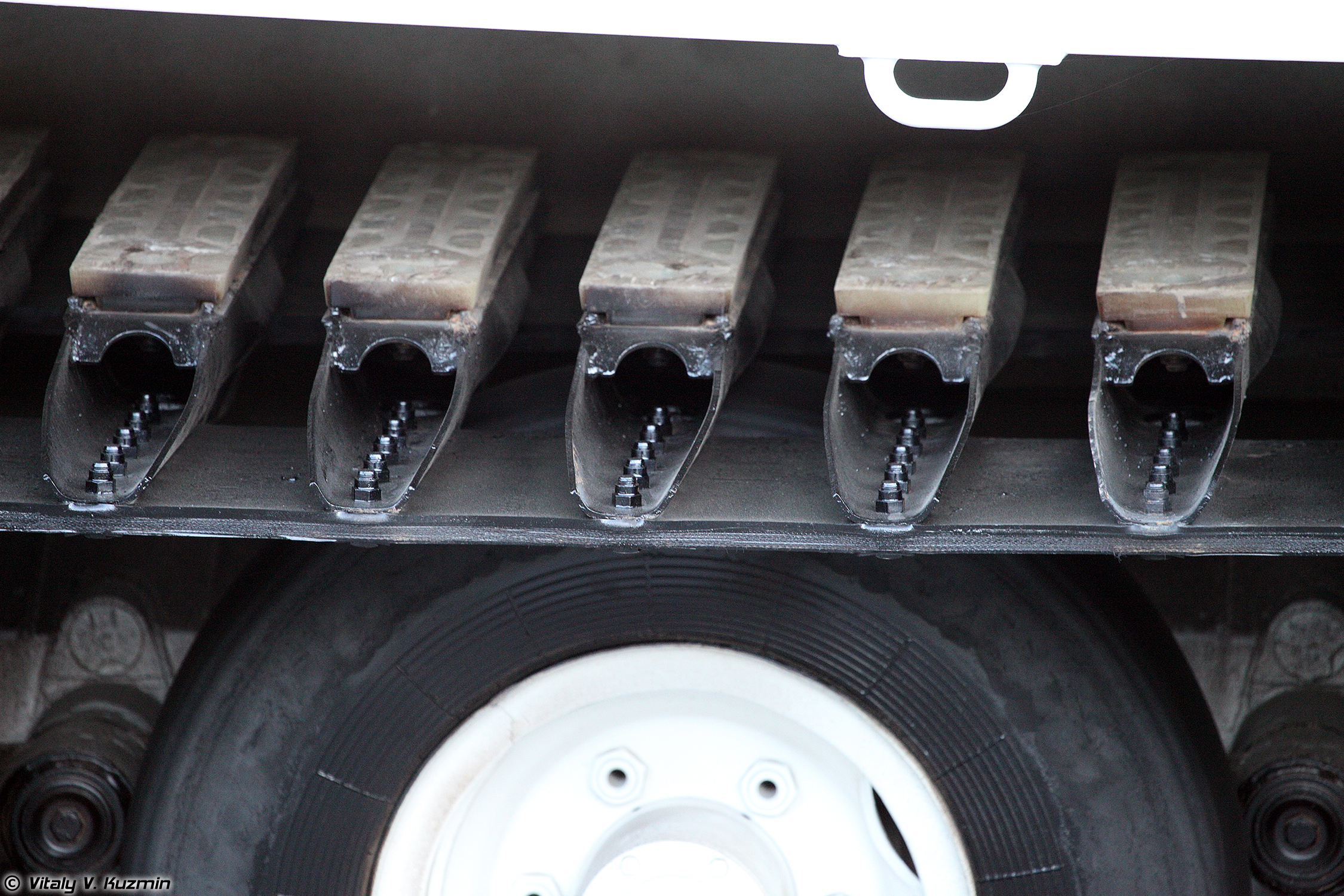
Опорний коток та гусенична стрічка (з полімерною накладкою для захисту асфальту).

- Максимальна довжина вантажу, що перевозиться, — 13 м.
- Подолання броду в неплаваючих моделей — 1,8 м.
- Швидкість руху на плаву 5 км/год (із встановленим гребним гвинтом — до 15 км/год[7]).
- Маса в спорядженому стані — 28 т[8]
- Вантажність — 30 т.
- Кількість місць у кабіні — 5.
- Потужність двигуна — 710 л. с.
- Максимальна швидкість руху по суші — 37 км/год.
- Середній питомий тиск на ґрунт — 0,3 кг/см 2
- Запас ходу по паливу — 500 км.
- Підвіска — торсіонна
- Рушій — прогумована гусенична стрічка з металевими ґрунтозачепами
- Трансмісія — гідромеханічна напівавтоматична
- Двигун — швидкохідний дизельний ЧТЗ В-46-5 (46-6), чотиритактний, V-подібний, 12-циліндровий багатопаливний, потужність 574 кВт (780 л. с.)
- Пуск двигуна — стисненим повітрям з балонів, дубльований — електростартер від акумуляторних батарей або від зовнішнього джерела струму.

## Модифікації
- ДТ-30-1 — модифікація з однією подовженою вантажною платформою закріпленою на обох ланках всюдихода.
- ДТ-30МН із двигуном ЯМЗ 8401.10-09. Вантажна платформа відкрита.
- ДТ-30ПМН — модернізований з двигуном ЯМЗ[9] .
- ДТ-30ПМ «Всюдисущий» — модифікація платформи-шасі для Збройних Сил РФ з броньовим захистом відсіку[10][11][12].
  - ДТ-30ПМ-Т1 — пускова установка та модуль життєзабезпечення зенітно-ракетного комплексу Тор-М2ДТ[13].
  - ДТ-30ПМ-Т2 — майстерня технічного обслуговування зенітно-ракетного комплексу Тор-М2ДТ[13].

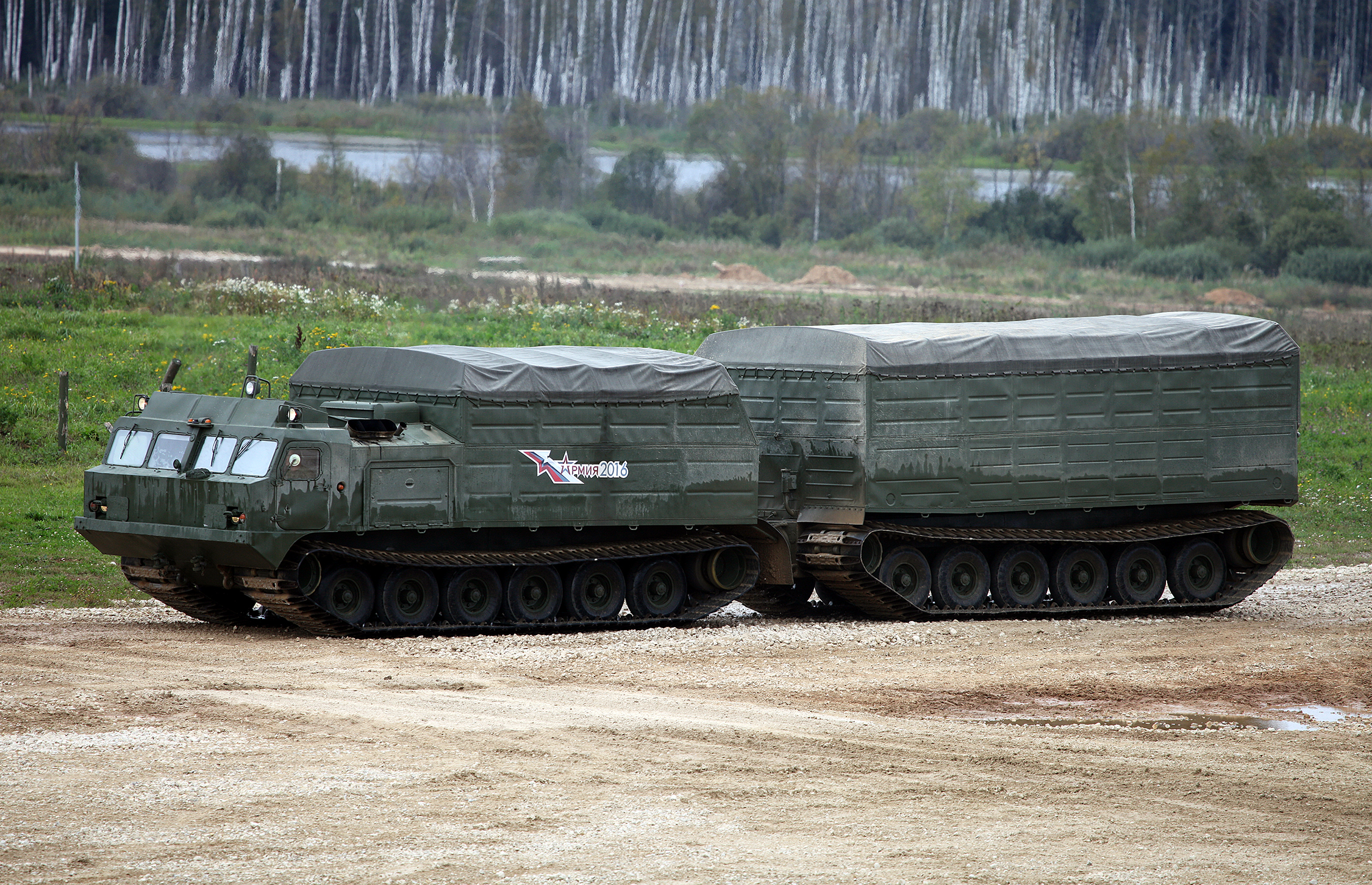
ДТ-30П
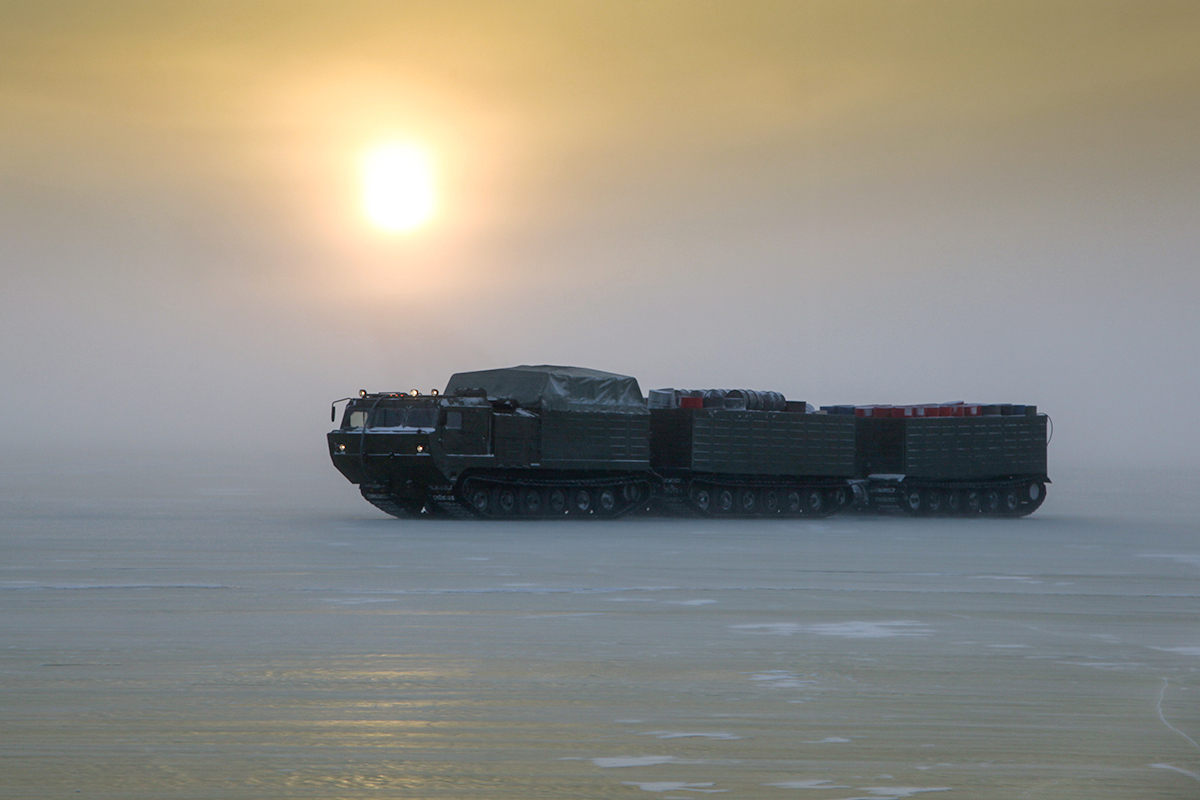
ДТ-30ПМ з третьою неактивною ланкою в умовах Арктики
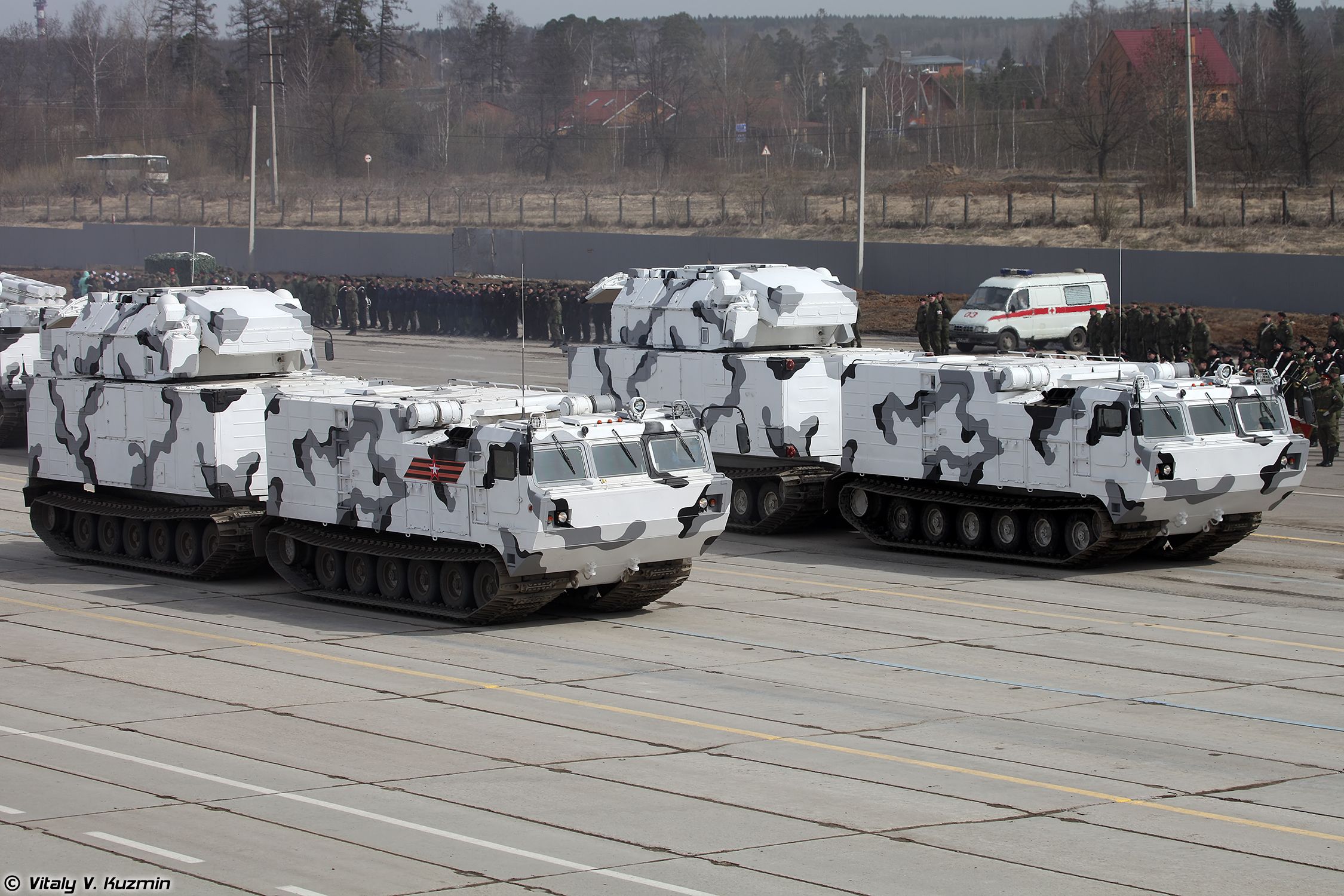
Тор-М2ДТ на репетиції параду Перемоги 2017 року на полігоні Алабіно
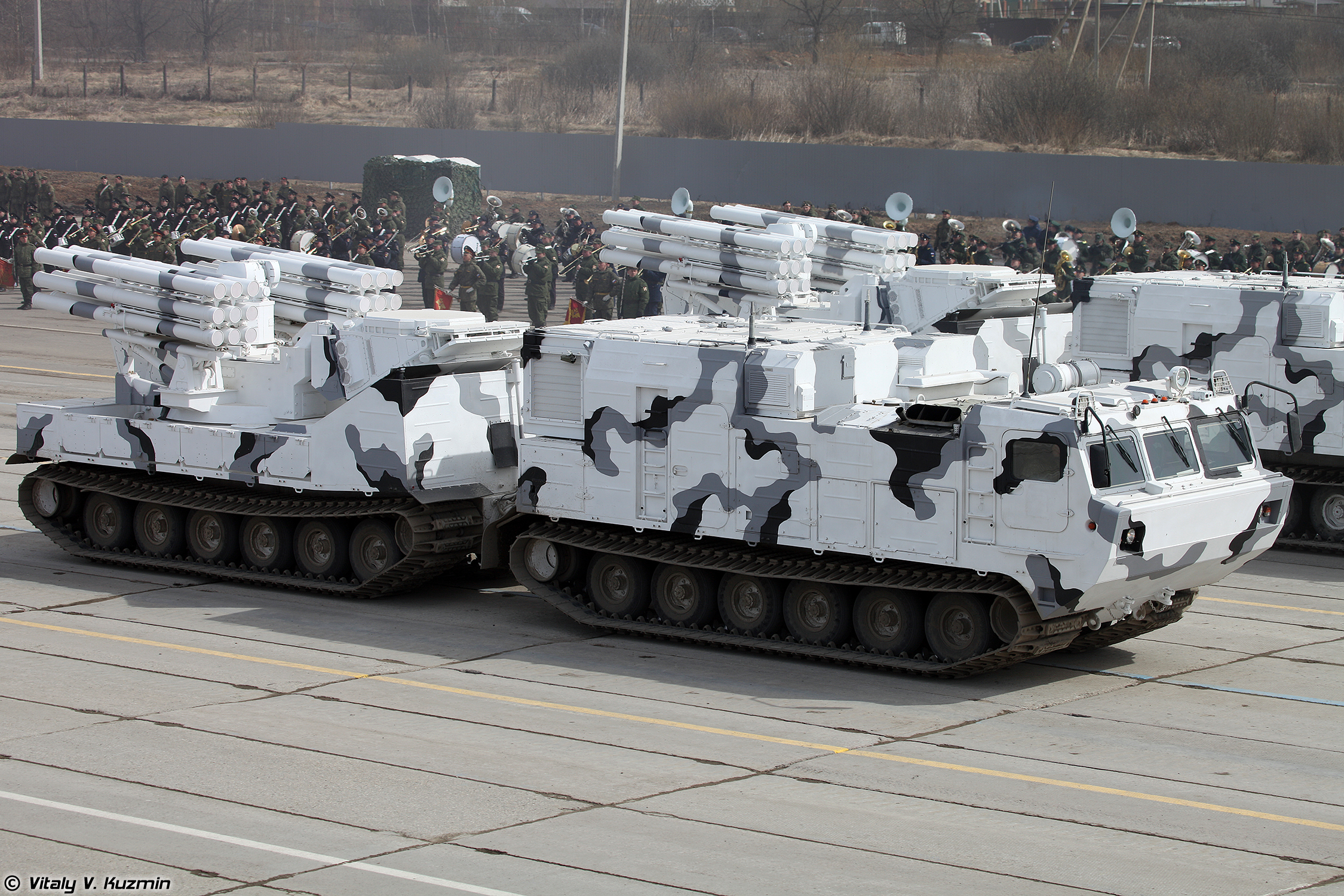
Панцир-СА на репетиції параду Перемоги 2017 року на полігоні Алабіно
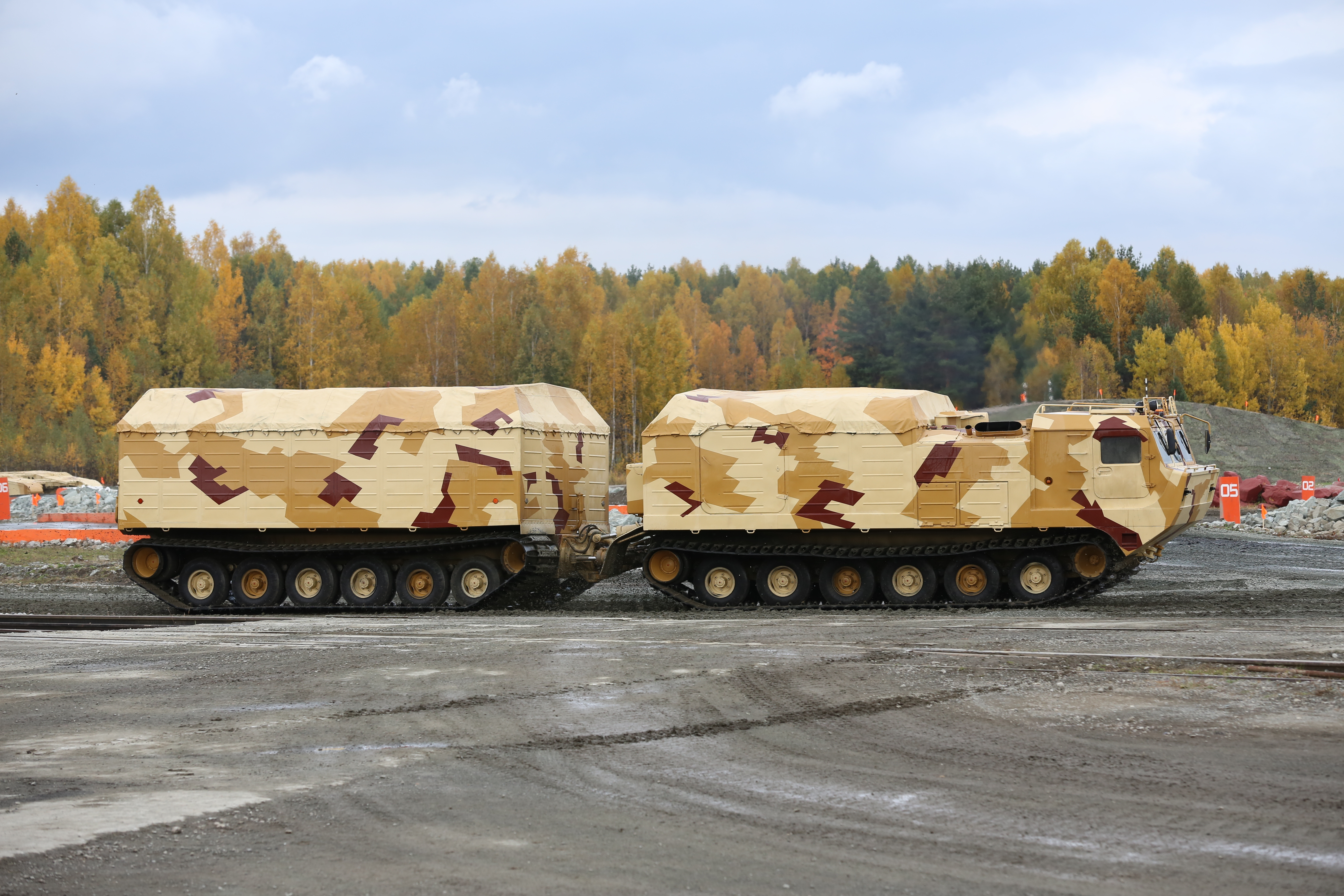
ДТ-30П1 «Витязь»

## Оператори

### Поточні оператори
- Росія Сухопутні війська Російської Федерації
- Словаччина Пожежно-рятувальний корпус Словацької Республіки
- Україна: захоплено три ДТ-30, про застосування невідомо[14].

## Колишні оператори
- СРСР

- СРСР

- СРСР

### Колишні оператори
- Радянська Армії

### Цивільні оператори
- ВАТ «Газпром».
- Роснефтегазбуд
- ВАТ «Роснафтогаз».